# Johann Ernst von Bibra
Baron Johann Ernst von Bibra, nemški general in diplomat, * 20. marec 1662, † 19. avgust 1705.

## Družinsko življenje
Johann Ernst von Bibra je izhajal iz turingijsko-frankonske rodbine Bibra. Poročil se je z Mario Anno Agnes von Tastungen. Skupaj z bratoma (Heinrichom Karlom in Christophom Erhardom) je leta 1698 prejel naziv državni baron.

## Vojaštvo
Potem, ko je na španski strani sodeloval v bojih na Nizozemskem, je vstopil v službo Johanna Gottfrieda von Guttenberga, škofa Würzburga. 
Leta 1688 je postal vojni svetovalec pri francoskem kralju. Naslednje leto se je vrnil nazaj v Nemčijo, kjer je ponovno vstopil v diplomatsko in vojaško službo za Würzburg.

## Napredovanja
Sveto rimsko cesarstvo
- Feldmarschallleutnant: 12. april 1701
- Reichsgeneralfeldmarschallleutnant:  11. maj 1704

Habsburška monarhija
- Generalfeldzeugmeister: 20. maj 1704